# 津嘉山廉人
津嘉山 廉人（つかやま れんと、1998年9月7日 - ）は、ジャパンラグビーリーグワン三菱重工相模原ダイナボアーズに所属するラグビーユニオンの選手。

## プロフィール
- 沖縄県出身[1]。
- ポジションはプロップ(PR)。
- 身長 185 cm、体重 105 kg
- 愛称はれんとん。
- 弟の憲志郎はプロ野球選手[2](現・福岡ソフトバンクホークス)。
- ジュニア・ジャパンに選ばれたことがある[3]。
- U20日本代表に選ばれたことがある[4]。

## 略歴
2017年、流経大柏高校卒業後、流通経済大学に入る。
2021年、流通経済大学卒業後、キヤノンイーグルス(現・横浜キヤノンイーグルス)に加入。
2022年1月8日に行われたJAPAN RUGBY LEAGUE ONE第1節NECグリーンロケッツ東葛戦にて先発出場で公式戦初出場を果たした。
2024年6月、三菱重工相模原ダイナボアーズに入団。